# Joshua Tomaic
Joshua Tyron Tomaic (Lanzarote, 20 aprile 1998) è un cestista spagnolo.